# Jangkar (Tanah Merah)
Jangkar is een bestuurslaag in het regentschap Bangkalan van de provincie Oost-Java, Indonesië. Jangkar telt 4584 inwoners (volkstelling 2010).